# متحف صالح بن إبراهيم الموسى
متحف صالح بن إبراهيم الموسى أحد متاحف منطقة الرياض يقع في محافظة الخرج في بلدة السلمية، أسسه صالح بن إبراهيم الموسى، يتكون المتحف من 6 قاعات حيث تم عرض محتويات المتحف بعدة أساليب فمنها ما هو معروض داخل خزانات أو فاترينات ومنها ما هو معروض على أرفف وكذلك ما هو معروض بالتعليق الجداري وتأتي المعروضات داخل القاعات كالتالي :
- القاعة الأولى: وتضم الخوصيات والجلديات وبعض الأواني المعدنية .
- القاعة الثانية: وتضم مجموعة من الراديوهات القديمة والبكمات .
- القاعة الثالثة: وتضم معرضاً لصور سيارات قديمة .
- القاعة الرابعة: وهي عبارة عن صالة استقبال وجهاز عرض بروجوكتر .
- القاعة الخامسة: وهي القاعة الرئيسية وتشمل مجموعة كبيرة من المقتنيات التراثية.[1]